# Блок лівих сил України
Політична партія «Блок лівих сил України» — політична партія України. Зареєстрована 1 лютого 2008 року, реєстраційне свідоцтво № 147-п.п.. Це політична сила, яка відстоює інтереси людей на засадах лівої ідеології європейського зразка.

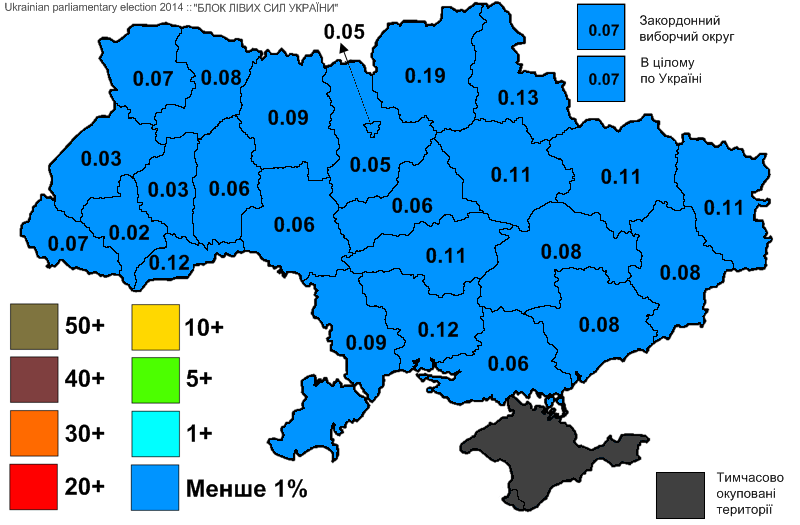
Результати виборів до ВР України. 2014 рік.

Партія не має стосунку до Блоку лівих і лівоцентристських сил та не поділяє ідеології Компартії України.
Блок лівих сил України брав участь у позачергових виборах до Верховної Ради, які були проведені у жовтні 2014 року. До першої п'ятірки передвиборчого списку увійшли Володимир Шемаєв, Юрій Букарев, Тетяна Руденко, Марина Кехтер та Павло Квіта.

## Ідеологія
Метою партії є
- Створення робочих місць, а також економічне зростання
- Подолання соціальної несправедливості
- Покращення умов життя
- Забезпечення доступу до якісної освіти та медицини[2]